# Brachylophus fasciatus
Espèce
Synonymes
- Iguana fasciata Brongniart, 1800
- Ctenosaurus sieberi Fitzinger, 1843
- Brachylophus brevicephalus Avery & Tanner, 1970

Statut de conservation UICN

 EN A2abce+4abce : En danger
Statut CITES
Brachylophus fasciatus, l'Iguane des Fidji, est une espèce de sauriens de la famille des Iguanidae.

## Répartition
Cette espèce se rencontre aux Fidji, aux Tonga, à Wallis et au Vanuatu.

## Description

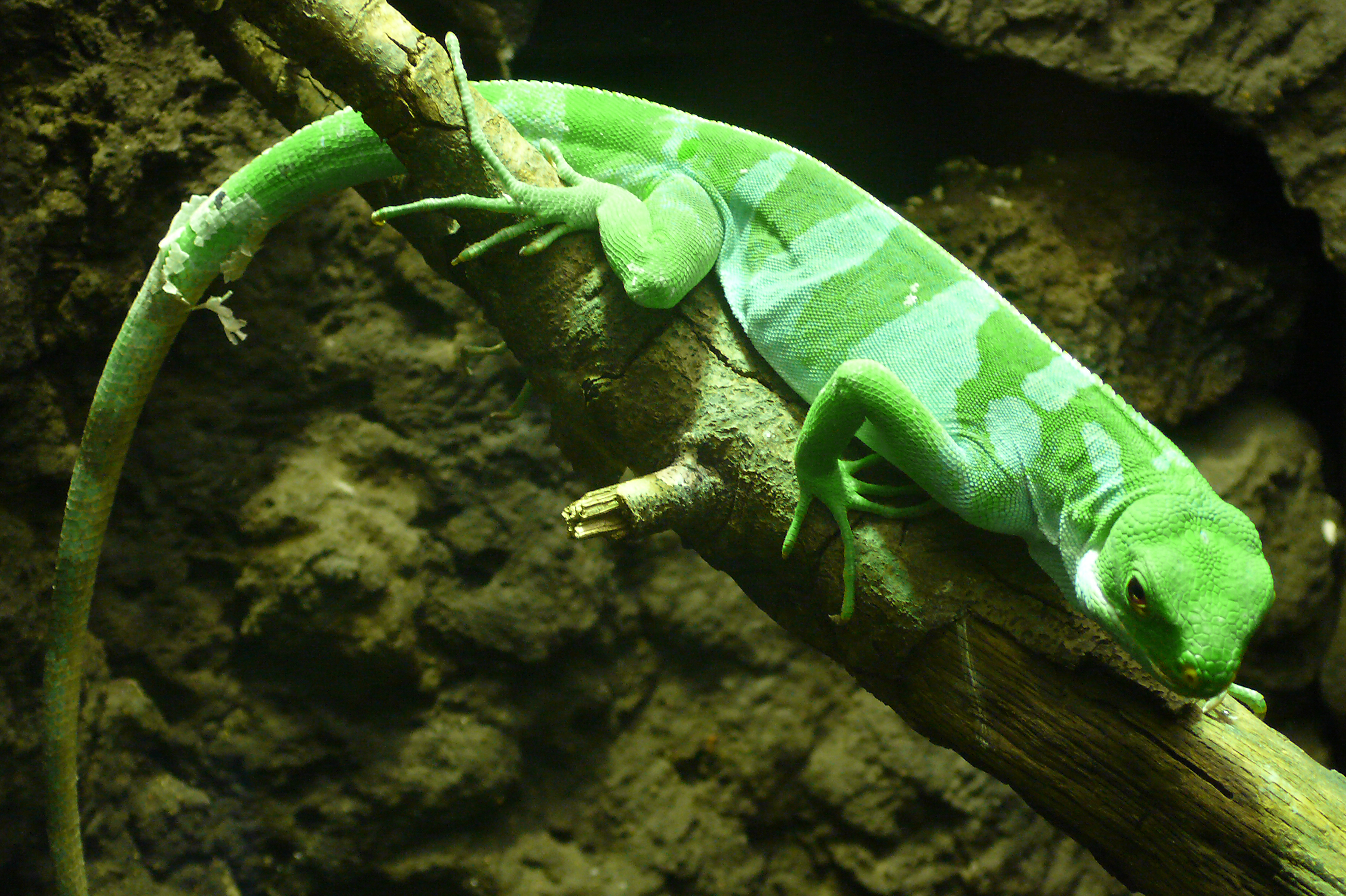
Brachylophus fasciatus

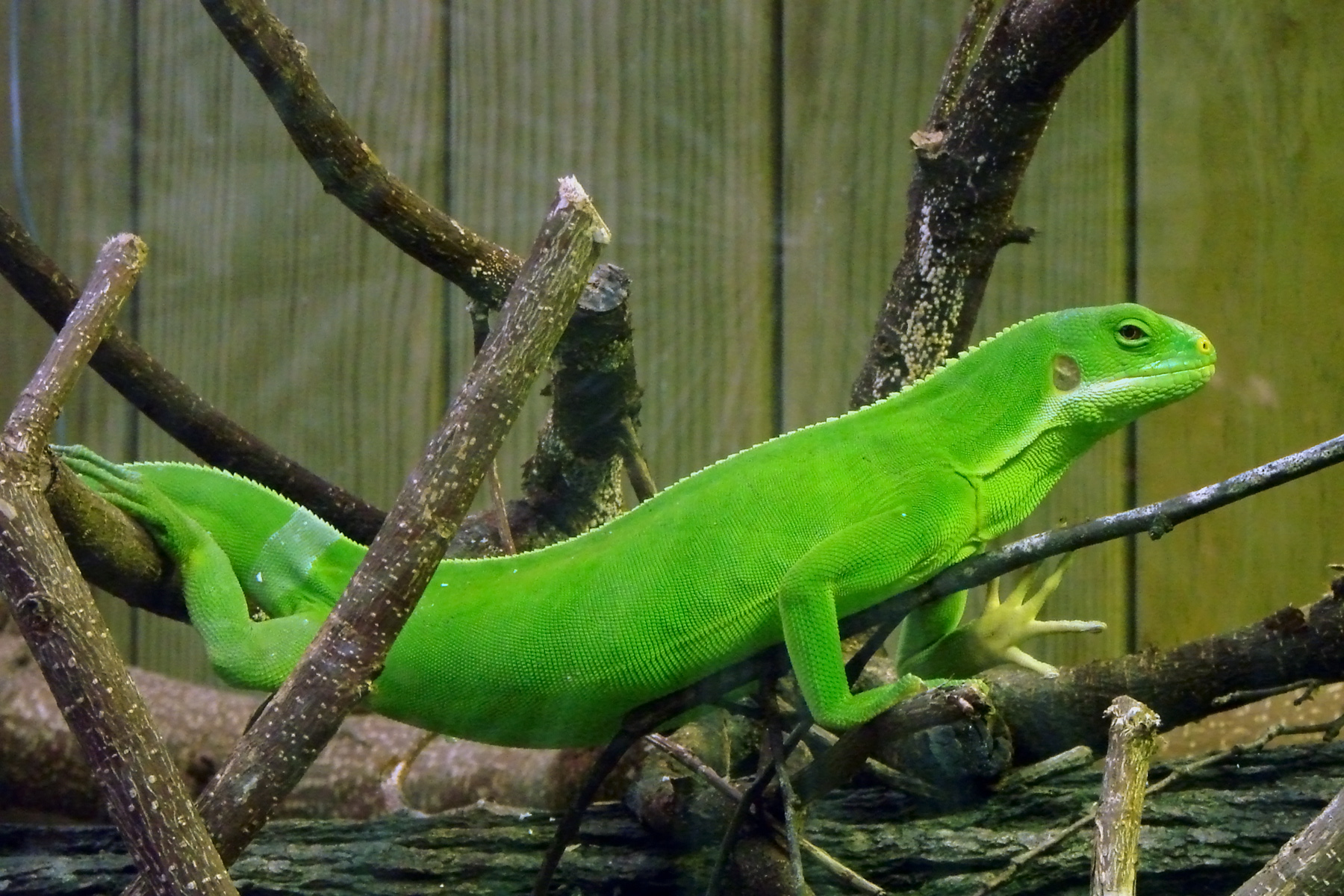
Brachylophus fasciatus

C'est un iguane diurne et arboricole dont le corps est trapu, la tête massive (surtout chez les mâles), avec des pattes aux doigts fins et longs. Le corps est vert assez clair, avec des bandes transversales vert clair tirant parfois sur le blanc.

## Publication originale
- Brongniart, 1800 : Essai d'une classification naturelle des reptiles. Bulletin de la Société philomatique, vol. 2, n. 36, p. 89-91 (texte intégral).